# KT Corporation
KT Corporation (kor. 주식회사 케이티; dawniej Korea Telecom) – południowokoreańskie przedsiębiorstwo telekomunikacyjne. Zostało założone w 1981 roku jako Korean Telecommunications Authority (KTA).